# Vuelo 772 de UTA
El vuelo 772 de UTA de la aerolínea francesa Union des Transports Aériens fue un vuelo regular en operación de Brazzaville en la República del Congo, vía Yamena en Chad, al aeropuerto de París CDG en Francia.
El martes, 19 de septiembre de 1989 el McDonnell Douglas DC-10 N54629 despegó del Aeropuerto Internacional de Yamena a las 13:13. cuarenta y seis minutos más tarde, a una altitud de crucero de 10 700 metros (35 105 pies), una explosión causó que el vuelo 772 de UTA se quebrase sobre el desierto del Sáhara cerca de las poblaciones de Bilma y Teneré en Níger. Los 156 pasajeros y 14 tripulantes murieron, incluyendo a Bonnie Pugh, esposa del embajador estadounidense en Chad, Robert L. Pugh.
En 1999, un tribunal francés declaró culpable en ausencia al cuñado de Muamar el Gadafi, Abdullah Senussi, jefe de los servicios secretos libios, junto a otros cinco acusados. Todos fueron condenados a cadena perpetua. En enero de 2004, el colectivo «Les familles du DC-10 UTA en colère!», firmó un acuerdo con representantes libios de la Fundación Gadafi por una indemnización de US$1millón por cada una de las familias de las 170 víctimas. Sin embargo Libia nunca admitió su responsabilidad. Por otra parte, Senussi también ha sido citado en el caso de la financiación de la campaña de Nicolas Sarkozy en 2007.
Es el peor desastre aéreo en el Niger, el segundo peor de 1989 por debajo del Vuelo 764 de Surinam Airways. Y el cuarto peor de un McDonell Douglas Dc-10 por debajo del Vuelo 981 de Turkish Airlines (346 fallecidos), Vuelo 191 de American Airlines (273 fallecidos) y el Vuelo 901 de Air New Zealand (257 fallecidos).

## Aeronave
El avión, un McDonnell Douglas DC-10-30 de 16 años y 5 meses, con matrícula americana N54629, número de serie 46852, fue fabricado en 1973. Fue el DC-10 número 125 producido y había acumulado 14.777 ciclos de vuelo en 60.276 vuelos. horas en el momento de su pérdida de casco.

## Víctimas

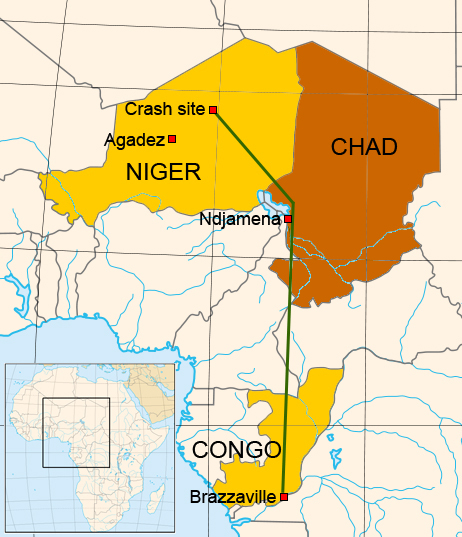
Ruta llevada a cabo por el vuelo 772 de UTA.

En la cabina de vuelo estaban el Capitán Georges Raveneau, como instructor; el primer oficial Jean-Pierre Hennequin en entrenamiento; el piloto auxiliar Michel Crézé; y el ingeniero de vuelo Alain Bricout. En la cabina de pasajeros estaban los sobrecargos Jean-Pierre Baschung y Michele Vasseur, junto con los tripulantes de cabina de pasajeros Alain Blanc, Laurence de Boery-Penon, Martine Brette, Anne Claisse, Nicole Deblicker, Ethery Lenoble, Gael Lugagne, Veronique Marella, Jean-Pierre Mauboussin.
Las víctimas procedían de dieciocho países diferentes, la mayoría de nacionalidades francesa o congoleña: 54 franceses, 48 procedentes de la República del Congo, 25 de Chad, 9 italianos, 7 estadounidenses, 5 cameruneses, 4 británicos, 3 de Zaire (República Democrática del Congo), 3 canadienses, 2 centroafricanos, 2 de Malí, 2 suizos, 1 argelino, 1 boliviano, 1 belga, 1 griego, 1 marroquí y 1 senegalés.
Después de que el avión hubiese explotado, Leonardo Leonardi, un responsable de comunicaciones de la embajada italiana en París, afirmó que creían que seis italianos viajaban a bordo del vuelo. Un corresponsal de la orden religiosa de los Capuchinos dijo que dos miembros de la orden iban a bordo del avión.

### Nacionalidades
Las nacionalidades de los 156 pasajeros y 14 miembros de la tripulación incluyeron 18 países diferentes:
| Nacionalidad                    | Pasajeros | Tripulación | Total |
| ------------------------------- | --------- | ----------- | ----- |
| Francia                         | 40        | 13          | 53    |
| República del Congo             | 48        | 0           | 48    |
| Chad                            | 25        | 0           | 25    |
| Italia                          | 9         | 0           | 9     |
| Estados Unidos                  | 7         | 0           | 7     |
| Camerún                         | 5         | 0           | 5     |
| Reino Unido                     | 4         | 0           | 4     |
| Canadá                          | 3         | 0           | 3     |
| República Democrática del Congo | 3         | 0           | 3     |
| Mali                            | 2         | 0           | 2     |
| República Centroafricana        | 2         | 0           | 2     |
| Suiza                           | 2         | 0           | 2     |
| Argelia                         | 1         | 0           | 1     |
| Bélgica                         | 1         | 0           | 1     |
| Bolivia                         | 1         | 0           | 1     |
| Grecia                          | 1         | 0           | 1     |
| Marruecos                       | 1         | 0           | 1     |
| Pakistán                        | 0         | 1           | 1     |
| Senegal                         | 1         | 0           | 1     |
| Total                           | 156       | 14          | 170   |

## Investigación
Una comisión de investigación de OACI determinó que una bomba ubicada en un contenedor en la posición 13-R en la región frontal de carga causó la destrucción del avión. La comisión sugirió que la hipótesis más plausible era que hubiese una bomba en el interior de los equipajes cargados en el aeropuerto de Brazzaville. Las especulaciones iniciales sobre que grupos podrían ser los responsables de la destrucción del vuelo 772 de UTA se centraron en la Yihad Islámica, que reclamaron de inmediato la autoría del atentado, y el grupo rebelde "Resistencia Secreta de Chad", que se mostraban contrarios al presidente Hissène Habré. Cinco años atrás, el 10 de marzo de 1984, una bomba destruyó otro avión de UTA procedente de Brazzaville con DC-8 había aterrizado en el aeropuerto de Yamena. No hubo que lamentar muertes en esta ocasión y los responsables nunca fueron identificados.
Los restos del avión fueron enviados a Francia para su examen forense, donde se encontraron trazas de explosivo PETN en la parte frontal de la cabina de carga. Piezas de una maleta Samsonite gris oscura cubiertas de una capa de explosivo y cenizas convencieron a los investigadores de que este era el lugar donde estaba el explosivo. Había sido embarcado en Brazzaville.

## Homenaje
De mayo a junio de 2007, Les Familles de l’Attentat du DC-10 d’UTA (Asociación creada por familiares de los fallecidos en el atentado) y habitantes de la zona erigieron un memorial de 200 pies de diámetro (60,96m) en la zona (16.8648,11.953803) utilizando en su mayor parte rocas, algunas de las cuales se tuvieron que traer desde 70 Kilómetros de distancia. El memorial puede ser visto desde el espacio.
En una de las alas de estribor abandonada en el lugar se soldaron dos planchas con los nombres de los fallecidos y, bordeando la circunferencia, se puso un espejo roto por cada víctima. El coste fue pagado en gran parte con el dinero recibido por la indemnización pagada por el gobierno de Libia.
Existen otros tres monumentos construidos en homenaje a las víctimas. Uno fue erigido en Yamena, otro consiste en una estela colocada en el cementerio de Père-Lachaise en París y el tercero es un monumento en Brazzaville.